# Ель-Кобре
Ель-Кобре (ісп. El Cobre, «мідь») — парафія і містечко на Кубі, Сантьяго-де-Кубинська провінція, муніципалітет Сантьяго-де-Куба. Розташоване на південному сході країни, на південному заході муніципалітету, за 18 км на захід від міста Сантьяго-де-Куба. Виникло як робітниче поселення при мідних рудниках. Центр культу Діви Марії Милостивої, покровительки Куби. Головна окраса містечка — Кобрська базиліка. Площа — 169,5 км². Населення — близько 7 тисяч осіб. 